# 金森マユ
金森 マユ（かなもり マユ、1963年 - ）は、日本生まれの写真家。

## 経歴
東京都出身。1965年（2歳）から東京麻布のコミュニティーナーサリースクールに通う。その後調布のアメリカンスクール・イン・ジャパンに転校し、バイリンガルとして育つ。
1981年にオーストラリアメルボルンの日本レストランなどで、ウエイトレスをしながら、ツーラック大学で哲学を学ぶ。
1989年、ジャーナリストのベン・ヒルズと共にシドニーに移住、後結婚する。
1992年オーストラリアの『シドニー・モーニング・ヘラルド』の東京支局リサーチャーとして日本に一時帰国。ベン・ヒルズとともにアシスタント、通訳、報道写真を担当し「阪神・淡路大震災」、「東京地下鉄サリン事件」などに関わった。
シドニーでフリーランスの写真家兼ジャーナリストとして活動。自らのライフワークとして社会問題やアボリジニの写真を撮り続けている。

## 主な著作
1996年、写真展『Unseen Faces of Japan』を国際交流基金シドニー支部にて展示。その後東京のコニカプラザにて、オーストラリア在住マイノリティーを題材にした写真展『素顔のオーストラリア』を公開。
ハート・オブ・ジャーニー The Heart of the Journey　 アボリジニと日本人の間に生まれたルーシー・ダンを追ったドキュメンタリー。350枚を超える写真と「声」「音」で綴るスライド＆サウンド・ドキュメンタリー。アボリジニとして育った女性ルーシー・ダンは、父が日本人であると知らされ、金森マユと共に父親探しの旅にでる。南オーストラリアの美しい海岸から、和歌山県で彼女の父親に会うまでの旅をつづる。虐げられた歴史を持つアボリジニの「個人的」な和解を描いた実話。アデレード・フリンジ・フェスティバル、芸術見本市2002で上演された。日本では2003年3月6日(木)〜3月8日(土）に、渋谷シアター・イメージフォーラムで上演された。（オーストラリア国連マスコミ平和賞他文化推進コメンデーション受賞、2001年ブルーム・ナイドック和解賞非先住民部門受賞）
2005年、いわゆる「メルボルン事件」の当事者達や関係者へのインタビューとオリジナル音楽を合わせ、人権と異文化問題を扱ったラジオドキュメンタリー『チカ』（2004年ウォークリー賞にノミネート）をメルボルンにて公演発表。
2007年、『イン・リポーズ』日本人移民、オーストラリアと日本の戦争史、自然、土地と墓に関する意識を追求したドキュメンタリー写真を含むコラボレーション作品を企画、制作発表。

## 家族
- 夫は『プリンセス・マサコ』の著者として知られるジャーナリストのベン・ヒルズ。
- 父は劇団四季創立メンバーであった舞台装置家の金森馨。